# Oleksiy Barkalov
Oleksiy Barkalov (en ukrainien : Олексій Степанович Баркалов, en russe : Алексей Степанович Баркалов), né le 18 février 1946 à Kharkiv et mort le 9 septembre 2004 à Kiev, est un poloïste international soviétique. Il remporte deux fois la médaille d'or lors des Jeux olympiques d'été de 1972 et de 1980 ainsi que la médaille d'argent en 1968. Il gagne également la Coupe du monde en 1981 ainsi que le titre de champion du monde en 1975 avec l'équipe d'Union soviétique.
Depuis 1993, il fait partie de la liste des membres de l'International Swimming Hall of Fame.

## Palmarès

### En sélection
- Union soviétique
  - Jeux olympiques :
    - Médaille d'or : 1972 et 1980.
    - Médaille d'argent : 1968.

  - Championnat du monde :
    - Vainqueur : 1975.
    - Finaliste : 1973.

  - Coupe du monde :
    - Vainqueur : 1981.

  - Championnat d'Europe :
    - Vainqueur : 1970.
    - Finaliste : 1974.